# Vantara-Kelemen Éva
Vantara-Kelemen Éva (Szeghalom 1987. december 27. –) a Békéscsaba, majd a DVSC NB1-es női kézilabda-csapatainak balszélsője. 

## Pályafutása
Füzesgyarmaton kezdett játszani, ám profi karrierjét a Békéscsaba színeiben alapozta meg. Már egészen korán kiderült, hogy kitartása, szorgalma a felnőttek között is a legmagasabb szintre repítheti. A 2004/05-ös szezonban még az NB1/B-ben szerepelt, hiszen a Békéscsaba akkor nem a legfelsőbb osztályban harcolt. A kiírás derekán felnőttkorba lépő Kelemen 24 meccsen 62 gólt lőtt, csapata pedig feljutott, így a következő idényben már a legjobbak között is bizonyíthatta rátermettségét. Kilenc szezont húzott le a Viharsarokban, mind közül a legsikeresebb a 2009/-10-es kiírás volt, melynek végén negyedik helyen zárt a lila-fehérekkel. Ő maga az alapszakaszban 78, a rájátszásban 12 góllal terhelte az ellenfelek kapuját. 2012-ben Magyar Kupa döntőbe jutott csapatával.  
Gyors, robbanékony és harcos játékára érthetően felfigyelt az NB1-es mezőny. Kelemen végül maradt az ország keleti végében, és a nagy rivális DVSC-hez igazolt. Nyugodtan elmondható, hogy bejött a váltás, hiszen gyorsan beilleszkedett és a legkritikusabb debreceni drukkerek is hamar befogadták, amit jól jelez, hogy 2016-ban az Év Játékosa lett a szurkolók szavazatai alapján, ugyanebben az évben negyedik helyen zárt az akkor már Tone Tiselj által irányított Debrecennel. Legnagyobb klubsikereit 2016-os negyedik hely mellett 2017-ben érte el, amikor Magyar Kupa-bronzérmet szerzett társaival a kecskeméti fináléban. Egyéni tekintetben a 2018/19-es évad emelhető ki, amely során 101 akciógólt jegyzett a bajnokságban, klubja vezetői teljes joggal választották a csapat akkori legjobbjának. Csapatban betöltött kulcsszerepét bizonyítja, hogy a 2016/17-es szezon óta ő DVSC csapatkapitánya.  
A DVSC-vel nemzetközi frontra is kiléphetett. 2016-ban a francia Nantes, 2017-ben pedig a román Craiova állta a csapat útját az EHF-Kupa selejtezői során. Két évvel később azonban elérkezett az áttörés: a Köstner Vilmos vezette DVSC kettős győzelemmel ütötte ki a német Leverkusent és a szerb Jagodinát, ezzel bejutott a csoportkörbe. Ott ugyan két szép győzelemmel kezdett idegenben a török Kastamonu, hazai pályán pedig a cseh Banik Most ellen, ám a német Thüringertől oda-vissza kikapott, majd a sorsdöntő török bajnok elleni hazai csatáját is elbukta. Így hiába az utolsó körös diadal Mostban, a piros-fehér csapat rosszabb gólkülönbsége miatt búcsúzott a sorozattól. Vantara-Kelemen Éva összesen 22 gólt jegyzett az európai menetelés során.  
DVSC-vel kötött szerződését 2019 decemberében hosszabbította meg további egy évvel.   

## Válogatott
2016-ban meghívót kapott a decemberi Európa-bajnokságra készülő magyar válogatott bő keretébe. A névsor szűkítésénél azonban kimaradt, így tétmeccsen nem viselhette a címeres mezt. 

## Sikerei
Békéscsaba:
bajnoki 4. helyezett (2010)
Debreceni VSC:
bajnoki 4. helyezett (2016)
Magyar Kupa-bronzérmes (2017) 